# Discographie de Chick Corea
Cette page décrit la discographie du pianiste de jazz américain Chick Corea.

## Solo

### Années 1960
- 1966 (avril) : Tones For Joan's Bones (en) (Vortex) réédité en 1973 avec des inédits sous le titre Inner Space
- 1968 (décembre) : Now He Sings, Now He Sobs (en) (Solid State)
- 1969 : Is (en) (Solid State)

### Années 1970
- 1970 : The Song of Singing (en) (Blue Note)
- 1971 : Piano Improvisations Vol. 1 (en) (ECM[1])
- 1972 (février) : Sundance (en) (Groove Merchant) réédité sous le titre Before Forever en 1978
- 1972 : Return to Forever[2] L'album est sorti sous le nom de Chick Corea et non pas sous celui du groupe, il doit donc être considéré comme un album solo de Chick Corea.
- 1972 : Piano Improvisations Vol. 2 (en) (ECM)
- 1972 : Inner Space (en) republication avec des inédits de Tones For Joan's Bones
- 1973 : Bliss! (en) (Muse Records) réédition de Turkish Women at the Bath de Pete La Roca sous le nom de Chick Corea
- 1976 : The Leprechaun (en) (Polydor)
- 1976 : My Spanish Heart (en) (Polydor Records)
- 1978 : The Mad Hatter (en) (Polydor)
- 1978 : Secret Agent (en) (Polydor)
- 1978 : Friends (en) (Polydor)
- 1979 : Delphi I (en) (Polydor)
- 1980 : Chick Corea (America Records), également publié sous le titre Waltz for Bill Evans (Philips)[3]

### Années 1980
- 1980 : Delphi II & III (en) (Polydor)
- 1980 : Tap Step (en) (Warner Records)
- 1981 : Live in Montreux
- 1981 : Three Quartets (en) (Stretch Records (en)[4])
- 1982 : Trio Music (en) (ECM)
- 1982 : Touchstone (en) (Stretch Records)
- 1983 : Again and Again (en) (Elektra/Musician)
- 1984 : Children's Songs (en) (ECM)
- 1985 : Septet (en) (ECM)
- 1986 : The Chick Corea Elektric Band (en) (GRP Records) avec Elektric Band
- 1986 : Trio Music Live in Europe (en) (ECM)
- 1987 : Light Years (en) (GRP Records) avec Elektric Band
- 1987 : Summer Night: Live (en) (Jazz Door) avec Akoustic Band
- 1988 : Eye of the Beholder (en) (GRP Records) avec Elektric Band
- 1989 : Chick Corea Akoustic Band (en) (GRP Records) avec Akoustic Band

### Années 1990
- 1990 : Inside Out (en) (GRP) avec Elektric Band
- 1991 (22 août) : Beneath the Mask (en) (GRP) avec Elektric Band
- 1991 : Alive (en) (GRP Records) avec Akoustic Band
- 1993 : Paint the World avec Elektric Band II
- 1994 : Expressions (en) (GRP Records)
- 1995 (29 août) : Time Warp (en) (GRP Records)
- 1996 (21 septembre) : Live from Elario's (First Gig) (Stretch Records) avec Elektric Band
- 1996 (9 octobre) : Live from Blue Note Tokyo (Stretch Records) avec Akoustic Band
- 1996 (21 novembre) : The Trio Live From Country Club (Stretch Records) enregistré en 1992
- 1997 : Remembering Bud Powell (en) (Stretch)
- 1998 : Origin : Live at the Blue Note (en) (GRP Records) avec Origin
- 1998 : A Week at the Blue Note avec Origin
- 1998 (8 juin) : Change (en) (Rykodisc) avec Origin
- 1999 : Corea.Concerto: Spain For Sextet & Orchestra / Piano Concerto No.1 (Sony Classical/Stretch Records) avec l'Orchestre symphonique de Londres et Origin

### Années 2000
- 2000 : Solo Piano - Originals (Stretch Records)
- 2000 : Solo Piano - Standards (Stretch Records)
- 2001 : Past, Present & Futures (Stretch Records)
- 2003 (22 avril) : Rendezvous in New York (en) (Stretch Records)
- 2004 (24 août) : To the Stars (en) (Stretch Records) avec Elektric Band
- 2005 (9 novembre) : Rhumba Flamenco: Live In Europe (Chick Corea Productions) avec Touchstone
- 2006 : The Ultimate Adventure (en) (Stretch Records)
- 2007 (22 mai) : The Enchantment (en) (Concord)
- 2008 : Five Trios (box set)
  1. Dr. Joe (avec Antonio Sanchez, John Patitucci)
  2. From Miles (avec Eddie Gómez, Jack DeJohnette)
  3. Chillin' in Chelan (avec Christian McBride, Jeff Ballard)
  4. The Boston Three Party (avec Eddie Gómez, Airto Moreira)
  5. Brooklyn, Paris to Clearwater (avec Hadrien Féraud, Richie Barshay)

### Années 2010
- 2012 : The Continents: Concerto for Jazz Quintet & Chamber Orchestra (Deutsche Grammophon)
- 2013 : The Vigil (en) (Concord)
- 2013 (10 septembre) : Trilogy (en) (Concord)
- 2014 : Solo Piano: Portraits (Concord)
- 2017 : The Musician (Stretch Records) triple album en concert
- 2018 : Chinese Butterfly (Stretch Records) avec Steve Gadd
- 2019 : Antidote (en) (Concord Jazz) avec The Spanish Heart Band
- 2019 : Trilogy 2 (en) (Universal)

### Années 2020
- 2020 : Flying on the Wings of Creativity, avec Gayle Moran Corea, Tom Brechtlein et Hans Glawischnig.

## En tant que membre d'un groupe

### AvecCircle(en)
- 1970 : Circling In (en)
- 1970 : Circulus (en)
- 1970 : Circle 1: Live in Germany Concert
- 1971 : Paris Concert (en)
- 1971 : Circle 2: Gathering

### AvecReturn to Forever
Albums studio
- 1972 : Light as a Feather
- 1973 : Hymn of the Seventh Galaxy
- 1974 : Where Have I Known You Before
- 1975 : No Mystery (en)
- 1976 : Romantic Warrior
- 1977 : Musicmagic (en)

Albums live
- 1977 : Live
- 2001 : Live And Unreleased enregistré en 1977
- 2009 : Returns
- 2012 : The Mothership Returns avec Jean-Luc Ponty

Sortie posthume
- 2021 : Live in Japan 1983 (Hi Hat) – enregistré en 1983
- 2022 : Alive In America (Renaissance) – enregistré en 1974

Compilations
- 1980 : The Best of Return To Forever (Columbia)
- 1996 : Return To The 7th Galaxy: The Anthology (Verve Records)
- 2008 : The Definitive Collection (Verve Records)
- 2008 : R.T.F. The Anthology

DVD
- 2009 : Returns Live At Montreux 2008 (Eagle Vision HD)

### Avec le Chick Corea Trio
- 2013 : Trilogy (Concord)
- 2018 : Trilogy 2 (Concord)

## Albums en duo

### AvecGary Burton
- 1973 : Crystal Silence[5] (ECM)
- 1979 : Duet (ECM)
- 1980 : In Concert, Zürich, October 28, 1979 (ECM)
- 1980 : Lyric Suite for Sextet (ECM)
- 1997 : Native Sense: The New Duets (ECM)
- 1998 : Like Minds (Concord) avec Pat Metheny, Roy Haynes et Dave Holland
- 2008 (5 février) : The New Crystal Silence (Concord)
- 2012 (20 mars) : Hot House (avec le Harlem String Quartet)

### AvecHerbie Hancock
- 1978 (février) : An Evening With Herbie Hancock And Chick Corea in Concert (Columbia Records)
- 1979 (septembre) : CoreaHancock (en) (Polydor)

### AvecBobby McFerrin
- 1992 : Play (en) (Blue Note)
- 1996 : The Mozart Sessions
- 2003 : Rendez-vous in New York

### Collaborations
Avec Miles Davis
- 1969 : 1969 Miles: Festiva de Juan Pins (	CBS/Sony)
- 1969 : Filles de Kilimanjaro (Columbia)
- 1969 : In a Silent Way (Columbia)
- 1970 : Bitches Brew (Columbia)
- 1970 : A Tribute to Jack Johnson (Columbia)
- 1970 : Miles Davis at Fillmore: Live at the Fillmore East (Columbia)
- 1971 : Live-Evil (Columbia)
- 1972 : On the Corner (Columbia)
- 1974 : Big Fun (Columbia)
- 1976 : Water Babies (Columbia)
- 1977 : Black Beauty: Live at the Fillmore West (Columbia
- 1979 : Circle in the Round (Columbia)

Avec Dave Holland et Barry Altschul
- 1971 : A.R.C.

Avec Stanley Clarke
- 1973 : Children of Forever (Polydor)
- 1975 : Journey to Love (Nemperor)
- 1980 : Rocks, Pebbles and Sand (Epic)
- 2014 : Up (Mack Avenue)

Avec Pete La Roca
- 1973 : Turkish Women at the Bath (Douglas) réédité sous le titre Bliss! au nom de Chick Corea

Avec Sadao Watanabe
- 1974 : Round Trip (Vanguard)

Avec Lionel Hampton
- 1980 : Chick & Lionel Live At Midem[6] ressorti sous le titre Seabreeze en 1993
- 1988 : Chick Corea Featuring Lionel Hampton (en) (Bellaphon)

Avec Nicolas Economou
- 1983 : On Two Pianos (Deutsche Grammophon)

Avec Friedrich Gulda
- 1983 : The Meeting (Philips Classics)
- 1983 : Fantasy For Two Pianos (TELDEC)

Avec Steve Kujala
- 1984 (juillet) : Voyage (en) (ECM)

Avec Lee Konitz, Jack DeJohnette et Miroslav Vitouš
- 1997 : Woodstock Jazz Festival 1 (en) (Douglas) enregistré en 1981
- 1997 : Woodstock Jazz Festival 2 (Douglas) enregistré en 1981, également avec Pat Metheny et Anthony Braxton

Avec Herbie Hancock
- 1998 : Gershwin's World (Verve) - Chick Corea : piano sur Blueberry Rhyme

Avec Steve Gadd et Christian McBride
- 2006 : Super Trio - Live at The One World Theatre, April 3rd, 2005 (Mad Hatter Productions)

Avec Hiromi Uehara
- 2008 (février) : Duet (Universal)

Avec John McLaughlin
- 2009 : Five Peace Band Live (en) (Concord)

Avec Eddie Gomez et Paul Motian
- 2011 (13 juillet) : Further Explorations (Concord)

Avec Stefano Bollani
- 2011 (27 septembre) : Orvieto (en) (ECM)

Avec Béla Fleck
- 2015 : Two (Stretch Records)

## Compilations
- 1975 : Chick Corea (Blue Note)
- 1976 : Live In New York, 1974 (Oxford) deux titres live, un avec Return to Forever, un avec Circle
- 1981 : Chick Corea/Herbie Hancock/Keith Jarrett/McCoy Tyner (Atlantic)
- 1985 : Works (ECM)
- 1986 : Early Days (Lester Recording Catalog)
- 1991 : The Jazz Collector Edition/Piano Giants: Chick Corea & Mike Longo (LaserLight Digital)
- 1992 : Early Circle (Blue Note)
- 1993 : The Best of Chick Corea
- 1993 : Compact Jazz: Chick Corea The Seventies
- 1994 : Jazz Masters 3
- 1996 : The Beginning (LaserLight Digital)
- 1996 : This Is Jazz, Vol. 12
- 1997 : Priceless Jazz Collection 8 (GRP Records)
- 2000 : Les incontournables (Warner Jazz Les Incontournables)
- 2002 : Selected Recordings (ECM)

## En tant qu'invité
- 1962 : Mongo Santamaria, Skins (Milestone)
- 1963 : Willie Bobo, Bobo! Do That Thing|Guajira (Tico Records)
- 1963 : Sonny Stitt, Stitt Goes Latin (Roost)
- 1964 : Blue Mitchell, The Thing to Do (Blue Note)
- 1964 : Dave Pike, Manhattan Latin (Decca)
- 1964 : Montego Joe, Arriba! Con Montego Joe (Prestige)
- 1965 : Herbie Mann, Herbie Mann Plays The Roar of the Greasepaint – The Smell of the Crowd (Atlantic)
- 1965 : Herbie Mann, Monday Night at the Village Gate (Atlantic)
- 1965 : Herbie Mann, Latin Mann (Columbia)
- 1965 : Herbie Mann, Standing Ovation at Newport (Atlantic)
- 1966 : Herbie Mann, Monday Night at the Village Gate (Atlantic)
- 1967 : Joe Farrell, Jazz for a Sunday Afternoon Live at the Village Vanguard (Solid State)
- 1967 : Mark Weinstein, Cuban Roots (Musicor)
- 1967 : Pete La Roca, Turkish Women at the Bath (Douglas) –
- 1968 : Armando Peraza, Wild Thing (Skye)
- 1969 : Bobby Hutcherson, Total Eclipse (Blue Note)
- 1970 : Marion Brown, Afternoon of a Georgia Faun (ECM)
- 1970 : Sadao Watanabe, Round Trip (CBS/Sony)
- 1970 : Larry Coryell, Spaces (Vanguard)
- 1970 : Joe Farrell, Joe Farrell Quartet (CTI)
- 1971 : John Surman, Conflagration (Dawn)
- 1971 : Rolf Kühn, Going to the Rainbow (BASF)
- 1971 : Elvin Jones, Merry-Go-Round (Blue Note)
- 1972 : Joe Farrell, Outback (CTI)
- 1972 : Airto Moreira, Free (CTI)
- 1973 : Anthony Braxton, The Complete Braxton (Freedom)
- 1975 : Rick Derringer, Spring Fever (Blue Sky)
- 1977 : Dee Dee Bridgewater, Just Family (Elektra)
- 1979 : Joe Farrell, Skate Board Park ((Xanadu)
- 1979 : Gábor Szabó, Femme Fatale (Pepita)
- 1980 : Tete Montoliu, Lunch in L.A. (Contemporary)
- 1980 : Philharmonia Virtuosi of New York, Greatest Hits Of 1790 (Columbia Masterworks)
- 1980 : Ron Carter, Parade (Milestone)
- 1981 : Donald Byrd, The Creeper (Blue Note)
- 1982 : Chaka Khan, Echoes of an Era (Elektra)
- 1983 : David Friesen, Amber Skies (Palo Alto)
- 1984 : Eddie Gómez, Gomez (Interface)
- 1986 : L. Ron Hubbard & Friends, The Road to Freedom (Revenimus Music)
- 1990 : Paco de Lucia, Zyriab (Polygram)
- 1997 : Wallace Roney, Village (Warner Bros.)
- 1998 : Gary Burton, Like Minds (Concord)
- 1998 : Herbie Hancock, Gershwin's World (Verve)
- 2003 : Miroslav Vitous, Universal Syncopations (ECM)
- 2007 : Antonio Sánchez, Migration (CAM Jazz)
- 2009 : The Manhattan Transfer, The Chick Corea Songbook (Four Quarters Entertainment)
- 2012 : Letizia Gambi,  Introducing Letizia Gambi (Jando Music / Via Veneto Jazz)
- 2019 : Jon Anderson : 1000 Hands: Chapter One (Blue Élan Records)
- 2021 : Eliane Elias, Mirror Mirror (Candid)

## liens externes
- Ressources relatives à la musique (pour Chick Corea) :   - All About Jazz
  - AllMusic
  - Bandcamp
  - Carnegie Hall
  - Discografia Nazionale della Canzone Italiana
  - Discography of American Historical Recordings
  - Discogs
  - Grove Music Online
  - MusicBrainz
  - Muziekweb
  - Rate Your Music
  - Songkick
  - SoundCloud
  - VGMDb
- Ressource relative à la littérature (pour Chick Corea) :   - The Encyclopedia of Science Fiction
- Ressource relative au spectacle (pour Chick Corea) :   - Les Archives du spectacle
- Ressource relative à plusieurs domaines (pour Chick Corea) :   - Radio France
- Ressource relative à la vie publique (pour Chick Corea) :   - C-SPAN
- Ressource relative à l'audiovisuel (pour Chick Corea) :   - IMDb